# Tetratoma fungorum
Tetratoma fungorum is een keversoort uit de familie winterkevers (Tetratomidae). De wetenschappelijke naam van de soort werd in 1790 gepubliceerd door Johann Christian Fabricius.